# Edward Bwanali

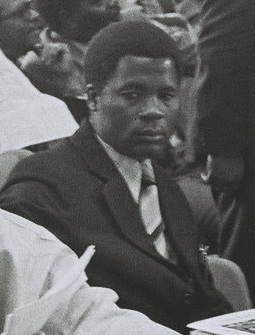
Bwanali (1976)

Edward Chitsulo Isaac Bwanali (* 23. April 1946 im Dorf Nthache, Distrikt Blantyre, Nyassaland; † 22. Oktober 1998) war ein malawischer Politiker, der mehrmals Minister war.

## Leben
Bwanali war Mitglied der Malawi Congress Party (MCP) des ersten Präsidenten der Republik Malawi Hastings Kamuzu Banda und wurde im Alter von 29 Jahren 1975 von diesem als Gesundheitsminister erstmals in eine Regierung berufen. Nach Kabinettsumbildungen fungierte er zwischen 1976 und 1978 als Minister für Handel, Industrie und Tourismus sowie danach von 1978 bis 1980 zum ersten Mal als Finanzminister. Nachdem er einige Jahre die Gunst Bandas verloren hatte, kehrte er 1983 als Minister für Transport und Kommunikation in die Regierung zurück und war im Anschluss zwischen 1984 und 1986 abermals Finanzminister. Nachdem er zwischen 1986 und 1987 erneut Minister für Transport und Kommunikation war, bekleidete er von 1987 bis 1990 erneut das Amt des Gesundheitsministers sowie anschließend 1990 noch kurz den Posten als Minister für Kommunalverwaltung.
Nach der Abwahl des ersten Präsidenten der Republik Malawi Hastings Kamuzu Banda nach dreißigjähriger Amtszeit bei den ersten Mehrparteienwahlen in der Geschichte Malawis am 17. Mai 1994 wurde er 1994 vom neuen Staatspräsidenten Bakili Muluzi zunächst zum Außenminister berufen. Am 2. Mai 1996 bildete Präsident Bakili Muluzi sein Kabinett um, woraufhin der Zweite Vizepräsident Chakufwa Chihana und drei weitere führende Minister ihre Ämter verloren. Bwanali übernahm das Ministerium für Bewässerung und Wasserentwicklung, während der bisherige Minister für Transport und Zivilluftfahrt George Ntafu neuer Außenminister wurde. Zuletzt war er nach einer weiteren Umbildung der Regierung von 1997 bis zu seinem Tode am 22. Oktober 1998 nur noch Minister für Wasserentwicklung.

## Weblink
- Eintrag in rulers.org